# Forumul Economic Vienez
Forumul Economic Vienez are drept obiectiv promovarea investițiilor în regiunea țărilor de la Marea Adriatică la Marea Neagră. Partenerii Forumului Economic de la Viena sunt peste 30 de companii cu renume mondial precum ar fi Siemens, Austrian Airlines, Raiffeisen International, BenQ Austria GmbH, etc. Prima ședință a Forumului a avut loc în 2004.
Forul include următoarele state participante: Albania, Austria, Bosnia și Herțegovina, Bulgaria, Croația, Macedonia, Republica Moldova, Muntenegru, România, Serbia, Slovenia, Turcia și Ucraina.